# Cheikh Tidiane Gaye
Pour les articles homonymes, voir Gaye (homonymie).
Ne doit pas être confondu avec Oustaz Cheikh Tidiane Gaye.
Cheikh Tidiane Gaye, né en 1971 à Thiès au Sénégal, est un écrivain et poète sénégalais de langue italienne.

## Biographie
D'origine sénégalaise et naturalisé italien, Cheikh Tidiane Gaye est une figure connue dans la littérature de la migration en Italie. Il a publié plusieurs recueils de poèmes et certains de ses poèmes sont bilingues. Il est connu comme un adepte de l'oralité africaine. Il est le premier africain à  traduire en italien le grand poète de la négritude Léopold Sédar Senghor.
Il a obtenu des récompenses littéraires en Italie et s'est présenté sur la scène culturelle italienne à travers de nombreuses lectures de poèmes.
Ses poèmes ont été primés au concours de poésie Sulle orme di Ada Negri à Lodi et il a reçu une Mention Spéciale au
IXe concours international Trieste Scritture di Frontiera, le prix littéraire dédié à Umberto Saba. En mai 2010, il reçoit à Lugano en Suisse le Premio Internazionale di Letteratura Europa, pour son recueil Ode nascente/Ode naissante .
Son dernier roman est préfacé par le maire de la ville de Milan et s'intitule: (Prends ce que tu veux mais laisse-moi ma peau noire)- Prendi quello che vuoi, ma lasciami la mia pelle nera, Jaca Book, 2013.
Il est impliqué dans plusieurs évènements en Italie sur les questions liées à l'Afrique, l'intégration des immigrés, l'interculture, la lutte contre le racisme et à la littérature de la migration.
Il a été candidat aux élections municipales à Milan les 29 et 30 mai 2011 sur la liste de centre-gauche "Milano Civica per Pisapia".
Il vit en Italie à Arcore dans la province de Monza et de la Brianza en Lombardie.
Il a fondé le Prix international de poésie Léopold Sédar Senghor.
En 2024, il est nommé membre ordinaire de l' Académie européenne des sciences et des arts de Salzbourg. Il a reçu la médaille de l’Ordre des Arts et des Lettres de la République française pour la promotion du 4 Juillet 2024.

## Décorations et reconnaissances

### Décorations françaises
- Chevalier de l'ordre des Arts et des Lettres (2024)

## Sources
1. ↑  Interview du Journal Famiglia Cristiana
2. ↑  Liste coalizione candidato sindaco Pisapia Giuliano, risultati riferiti a tutta Milano
3. ↑  « Grand Prix international Léopold Sédar Senghor : Le dramaturge Pape Faye honoré ! », sur Seneweb.com, 16 mai 2023 (consulté le 16 mai 2023)
4. ↑  « Le Sénégalais Cheikh Tidiane Gaye nommé membre ordinaire à l’Académie européenne des sciences et des arts de Salzbourg », 29 février 2024
5. ↑  Alioune Badara Mané, « Le poète et écrivain Cheikh Tidiane Gaye reçoit la médaille de l’Ordre des Chevaliers des Arts et des Lettres de la République Française », 28 septembre 2024 (consulté le 30 septembre 2024)

## Œuvres
- Il Giuramento, Roman - Liberodiscrivere, Gênes, 2001.
- Mery, principessa albina, avec la préface de Alioune Badara Bèye, Roman - Edizioni dell’Arco, Milan, 2005.
- Il Canto del Djali, Poésie- Edizioni dell'Arco, Milan, 2007.
- Ode nascente/Ode naissante, Poésie- publication bilingue italien-français, Edizioni dell'Arco, 2009.
- Curve alfabetiche, Poésie - Montedit Edizioni, 2011.
- L'étreinte des rimes/ Rime abbracciate, avec la préface de Tanella Boni, Poésie, Co - publication bilingue italien-français, Éditions L'Harmattan Paris - France, 2012.
- Prendi quello che vuoi, ma lasciami la mia pelle nera, Roman- Préface du Maire de Milan Giuliano Pisapia, Éditions Jaca Book Milan, 2013.
- Léopold Sédar Senghor: il cantore della negritudine, Poésie, Traduction, Edizioni dell'Arco, 2014.
- Ma terre mon sang, Poésie, Ruba Editions, Senegal, 2018
- Il sangue delle parole,Poésie, Kanaga Edizioni, 2018
- Ombra, Poésie, Kanaga Edizioni, 2022.
- Voglia Di Meticciato - Il Dialogo Tra Le Culture Ed Etica, Essai, Kanaga Edizioni, 2022.
- Les Litanies du coeur, Poésie, Kanaga Edizioni, 2023
- Siamo l'umanità - Costruire la pace per il bene dell'umanità, Essai, Kanaga Edizioni, 2024.